# Rastötzenalm
Die Rastötzenalm (auch Rastötzalm) ist eine Alm in der Marktgemeinde Bad Hofgastein im österreichischen Bundesland Salzburg.

## Lage und Charakteristik

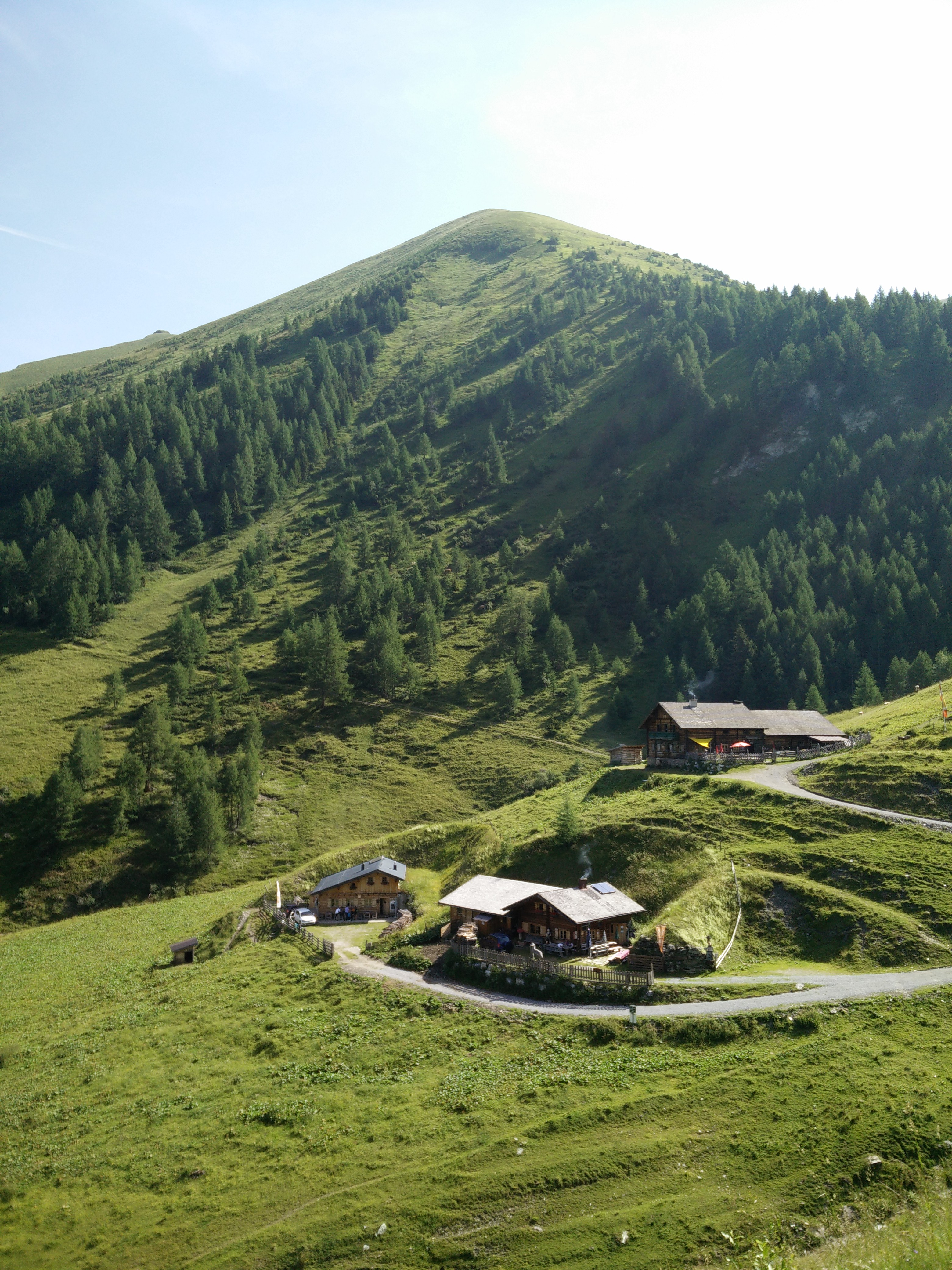
Almhütten auf der Rastötzenalm

Die Rastötzenalm befindet sich in der Ortschaft Heißingfelding und in der gleichnamigen Katastralgemeinde Heißingfelding. Sie liegt in einem großen trichterförmigen Kessel, der über den Rastötzenbach entwässert. Die umstehenden Berge in der Ankogelgruppe sind der Geißkarkopf (2385 m ü. A.) im Norden, der Tennkogel (2333 m ü. A.) im Nordosten, der Frauenkogel (2423 m ü. A.) im Osten, der Gamskarkogel (2467 m ü. A.) im Südosten und der Rauchkogel (2208 m ü. A.) im Süden.

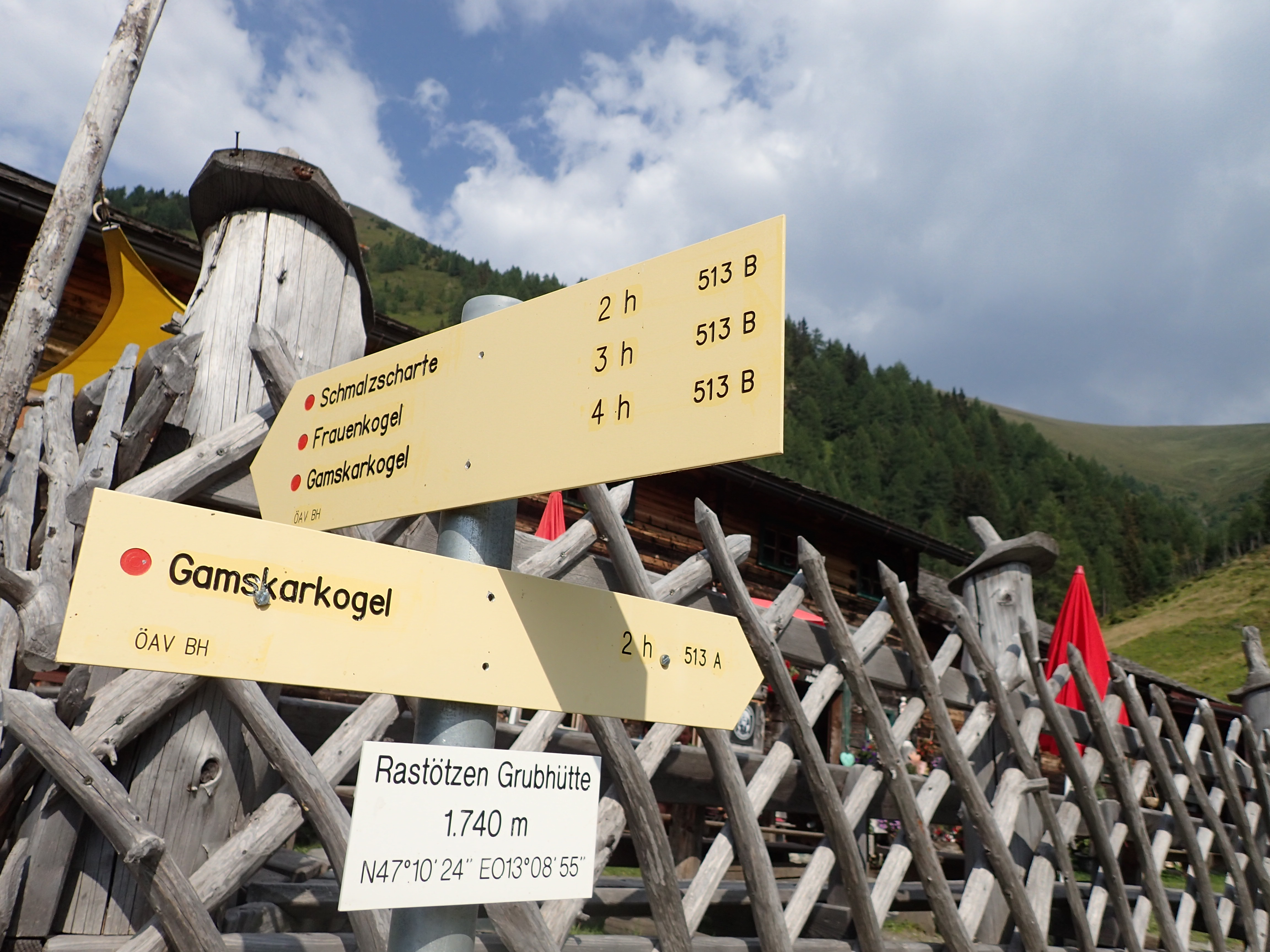
Wegweiser an der Grubhütte auf der Rastötzenalm

Auf der Rastötzenalm stehen mehrere Almhütten. Die Grubhütte (Standort – 1740 m ü. A.) wird auch Grubalpe, Rastötzenalmhütte und Rastötzenhütte genannt. Sie war früher dem Grubhof, ehemals Gut Untergrueb, in Kronwald zugehörig. Sie wird ungefähr von Anfang Juni bis Ende September als Jausenstation unterhalten. Die Grußberghütte (Standort – 1725 m ü. A.) gehört zum Grußberggut in Heißingfelding. Auch hier gibt es eine Jausenstation. Sie hat von Mitte Juni bis Anfang September, bei Schönwetter bis Ende Oktober geöffnet. Die Ledereralmhütte (Standort – 1740 m ü. A.) wird auch als Astachalm und als Ledererhütte bezeichnet. Sie ist dem Ortnergut in Breitenberg zugehörig. Die Planitzenhütte (Standort – 1723 m ü. A.) gehört zum Planitzengut in Heißingfelding. Hier wird in der Regel von Mitte Juni bis Mitte September eine Jausenstation betrieben.
Auf der Alm wird im Sommer nach wie vor Vieh gehalten. Über das Areal führt der Weitwanderweg Zentralalpenweg. Es gibt eine Stempelstelle für Wandernadeln des Österreichischen Alpenvereins. Außerdem endet hier eine Mountainbikestrecke, die im Ortszentrum von Bad Hofgastein beginnt.
In der Gegend der Rastötzenalm haben sich größere Lärchenbestände erhalten. Auf dem Kurzgrasrasen im Zentrum gedeihen Rotes Straußgras (Agrostis tenuis), Mittleres Zittergras (Briza media), Scheuchzers Glockenblume (Campanula scheuchzeri), Gold-Pippau (Crepis aurea), Gemeiner Augentrost (Euphrasia rostkoviana), Gewöhnlicher Rot-Schwingel (Festuca rubra), Steifhaariger Löwenzahn (Leontodon hispidus), Borstgras (Nardus stricta), Alpen-Lieschgras (Phleum alpinum), Alpen-Rispengras (Poa alpina) und Wiesenklee (Trifolium pratense).

## Geschichte
Der Name Rastötzen, früher Rastitzen, kommt aus dem Südslawischen. Er entstand vermutlich in der Zeit zwischen 900 und 1100, spätestens jedoch um 1200. Er leitet sich von hrast für ‚Eiche‘ oder rastit für ‚wachsen‘ ab, verknüpft mit dem aus -ica eingedeutschten Bachnamen-Suffix -itzen.
Im von 1823 bis 1830 erstellten Franziszeischen Kataster sind im Bereich der Alm mehrere kleine unbenannte Gebäude verzeichnet. Oberhalb von Kronwald wird ein Rastetzalpsweg genannt. Kaiserin Elisabeth wurde, als sie im Sommer 1891 auf den Gamskarkogel wanderte, von einem Gewitter überrascht und musste auf der Ledereralmhütte nächtigen.
Die Sektion Hofgastein des Deutschen und Österreichischen Alpenvereins legte im Sommer 1923 neue Sommer- und Wintermarkierungen auf dem Weg vom Zentrum von Bad Hofgastein zur Rastötzenalm an. Kurz nach dem Zweiten Weltkrieg brannte die Grubhütte völllig nieder. Sie wurde ein Jahr später neu errichtet. Eine Lawine zerstörte 1951 die Grußberghütte, die ebenfalls anschließend wieder aufgebaut wurde. Die Alm wurde 1977 erstmals nicht mehr beschlagen, nachdem sie bereits zuvor immer weniger intensiv genutzt worden war. Von 1977 bis 1984 wurde eine neue Straße auf die Rastötzenalm errichtet. Im Zuge dessen wurden Hochwasserschutzbauten am Rastötzenbach geschaffen. Die Grußberghütte wurde 1993 und die Planitzenhütte 2003 neu erbaut.